# Quiriquire
Quiriquire – miasto w Wenezueli, w stanie Monagas.